# António Machado de Faria
António Machado de Faria de Pina Cabral (Campos de Goitacazes, Rio de Janeiro, 18 de Maio de 1898 - ) foi um genealogista brasileiro de ascendência portuguesa.
Tirou o curso complementar de Ciências no Liceu José Falcão, em Coimbra, tendo frequentado, depois, o curso consular no Instituto Superior de Ciências Económicas e Financeiras de Lisboa.
foi admitido como sócio efetivo da Associação dos Arqueólogos Portugueses, a 27.03.1928, sendo elevado à categoria de titular, a 19.04.1929. Nessa instituição, desempenhou vários cargos e funções, tendo sido conservador do seu Arquivo Histórico, secretário da Direção e secretário-geral por várias vezes.
Foi vogal da Comissão dos Arquivos Diplomáticos Portugueses na qualidade de delegado da Associação dos Arqueólogos Portugueses; sócio efetivo do Instituto Português de Heráldica e correspondente do Centro de Estudos Arqueológicos do Rio de Janeiro e da Academia Sevillana de Buenas Letras (1937). Foi admitido como Académico Correspondente da Academia Portuguesa de História (portaria de 25.07.1938), tendo ascendido a Académico de Número (28.03.1962), ocupando a Cadeira n.º 3, e a Académico de Mérito (16.06.1978).
Em 1932, fundou com José da Cunha Saraiva a revista de cultura Arquivo Histórico de Portugal, que dirigiram conjuntamente até 1936, ficando desde então como seu único diretor e proprietário. Foi colaborador e responsável pelo gabinete de heráldica da Grande Enciclopédia Portuguesa e Brasileira.

## Obras
- Livro do Armeiro-mor  (1956)
- Linhagens do séc. XVI (1956)
- Armorial Lusitano (1961)
- Crónica do Condestável D. Nuno Álvares Pereira
- Memórias da Europa escritas em 1416 por um viajante português

Da sua actividade na Academia Portuguesa de História há a registar a apresentação de 13 comunicações em sessões de trabalho da Academia e a participação com 11 trabalhos em publicações da instituição.
Muitos dos seus estudos e artigos foram publicados em publicações periódicas, nomeadamente: Arqueologia e História, Trabalhos da Associação dos Arqueólogos Portugueses, Tombo Histórico e Genealógico de Portugal, Arquivo Histórico de Portugal, Nação portuguesa, Miscelânea, Feirada Ladra, Arquivo de Documentos Históricos, Revista Portuguesa, Brotéria, Armas e Trofeus, Boletim Oficial da Junta da Província do Baixo Alentejo, Anais das Bibliotecas e Arquivos, Anais da União dos Amigos dos Monumentos da Ordem de Cristo, Boletim da Junta Nacional da Cortiça, e nos jornais: Correio de Coimbra, Século, Revolução e Voz.

## Prémios
- “Prémio Augusto Botelho da Costa Veiga” (1973)
- “Prémio de História Calouste Gulbenkian” (1976)

## Dados genealógicos
Filho natural de Afonso Machado de Faria (Lageosa do Mondego, Celorico da Beira, 11 de Abril de 1850 - Campos de Goitacazes, Rio de Janeiro, Fevereiro de 1905) e de D. Maria da Natividade de Matos (São Paulo de Frades, Coimbra), 8 de Dezembro de 1868 - ).
Casou no Porto, a 30.09.1926, com D. Teresa Dulce da Silva Gouveia (freguesia de St.º Ildefonso, Porto, 24 de Janeiro de 1895 - freguesia de S.ª Senhora de Fátima, Lisboa, 21 de Dezembro de 1967), filha de José da Fonseca Barbosa e Gouveia, natural de Gouveia, negociante, e de sua mulher D. Maria Antónia da Silva, natural da freguesia de St.ª Maria, Celorico da Beira. Neta paterna de Bernardo da Fonseca e de D. Rita da Conceição Barbosa. Neta materna de D. Maria Carlota da Silva. 
Deste casamento nasceu:
- D. Maria Cândida Gouveia Machado Faria Pina Cabral (freguesia de Aldoar, Porto, 3 de Fevereiro de 1928 -freguesia do Campo Grande, Lisboa, 4 de janeiro de 1978).